# マリー＝ジョゼ・イフォク
マリー＝ジョゼ・イフォク・ムプタ・ムプンガ（フランス語:Marie-Josée Ifoku Mputa Mpunga、1965年2月6日 - ） は、コンゴ民主共和国、キンシャサ出身の政治家。2018年のコンゴ民主共和国大統領選挙で唯一の女性候補者であった。また、2016年から2017年にかけてツアパ州の知事を務めた。

## 経歴
1965年にキンシャサで生まれる。幼少期をベルギーとオランダで過ごした後、コンゴに戻り、首都にある高校を卒業した。その後、フランスとカナダの大学に進学。不動産業や自動車産業で数年間働いた後、2004年にコンゴ民主共和国に戻った。
2015年、ツアパ州の副特別委員長として政治活動を開始。その後、同州の副知事、そして知事に就任した。政治に関わるようになったきっかけとして、カトリーヌ・サンバ＝パンザを挙げている。
2018年、「新しいコンゴのためのエリート同盟」(Alliance des Élites pour un Nouveau Congo, AENC)の大統領候補として出馬した。